# Gímpáfrány
A gímpáfrány (Asplenium scolopendrium) az északi féltekén elterjedt; szurdokokban, hűvös, nedves erdőkben vagy régi kutakban élő páfrányfaj.

## Megjelenése
A gímpáfrány Magyarországon az egyetlen olyan páfrányfaj, amelynek levelei osztatlanok. Évelő, örökzöld növény. Egyenesen álló gyöktörzse részben kilátszik a talajból és világosbarna, szőrös pikkelyekkel, levélalapokkal borított. A gyöktörzsből ered nagyszámú, vékony gyökere, amik formája miatt kapta tudományos nevét (scolopendrium = százlábú). Levelei 2–25 cm hosszú, fekete tövű nyélen ülnek. A levelek 15–30 cm (kivételesen akár 50 cm) hosszúak, lándzsásak, szíves vállúak, ép (vagy kissé hullámos) szélűek. Színük fényes zöld, tapintásra bőrszerűek. Nevét onnan kapta, hogy levele állítólag hasonlít a gímszarvas nyelvére.
A levelek fonákján találhatóak halszálkaszerűen ferde csíkokba rendeződött barna spóratokjai (sporangiumai). Spórái július-szeptember között érnek meg.

## Elterjedése
Az egész északi féltekén megtalálható: Közép- és Dél-Európában, Északnyugat-Afrikában, Kelet-Iránban, Koreában, Japánban, Szahalinon egyaránt előfordul és Észak-Amerika keleti partján is vannak elszórt populációi. Magyarországon a középhegységekben, főleg szurdokerdőkben él. Az Alföldön régi kutak falán telepedhet meg. 
Magyarországon védett, természetvédelmi értéke 5 000 Ft.

## Termőhelye
Árnyas, hűvös szurdokvölgyek jellemző faja, de megtalálható sziklaerdők és bükkösök aljnövényzetében, barlangbejáratoknál is. A humuszban gazdag meszes talajban vagy a mészkő- és dolomitsziklák környékén, repedéseiben terem.

## Jelentősége
A gímpáfrányt kerti vagy szobanövényként is termesztik, léteznek fodros levelű nemesített változatai is. Tőosztással vagy esetleg spórakeltetéssel szaporítható. 
Leveleinek összehúzó, vérzéscsillapító, emellett epehajtó, vizelethajtó, izzasztó, köptető és sebgyógyító hatása van. Külsőleg égések és aranyér, belsőleg hasmenés, máj- és epebántalmak esetén alkalmazzák.  
Levélfőzetét kozmetikai célra, hajöblítőnek és arcpakolásnak is használják. 
Fogyasztása tilos, szerepel az OGYÉI tiltólistáján is.

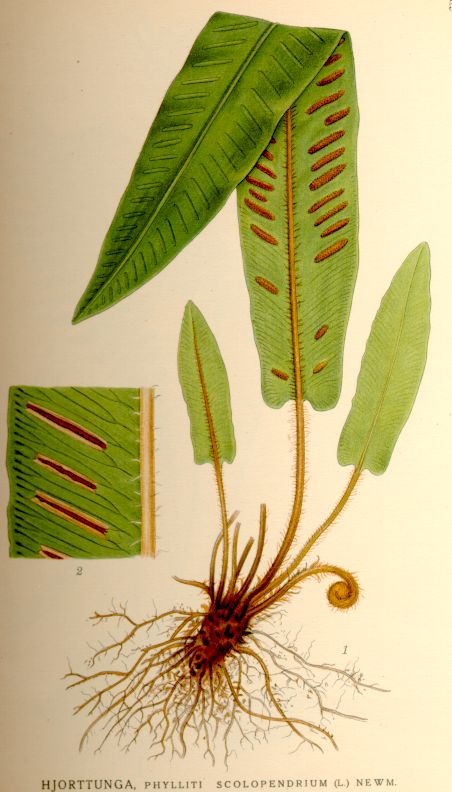
Gímpáfrány
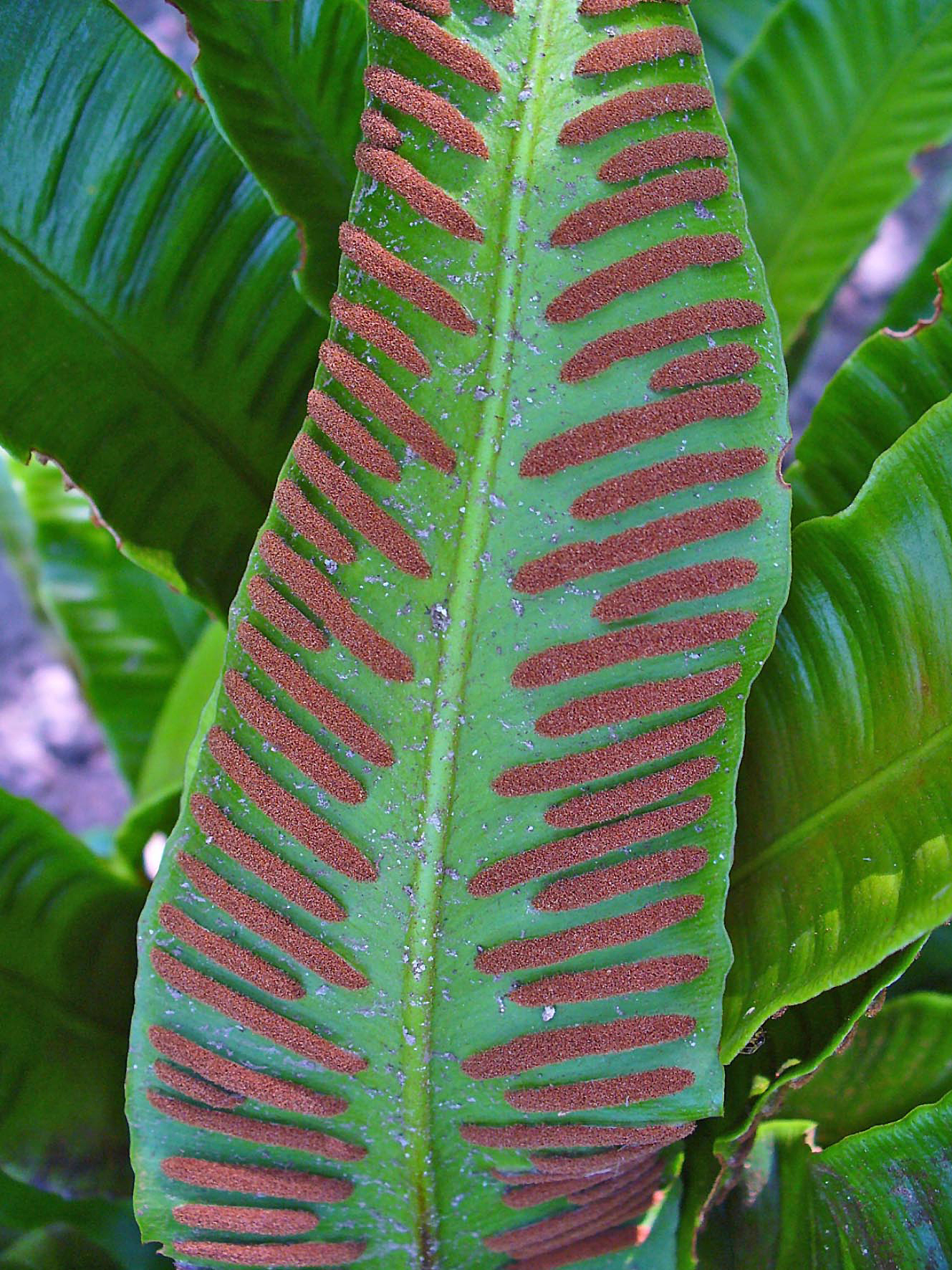
Spóratokok a levélfonákon
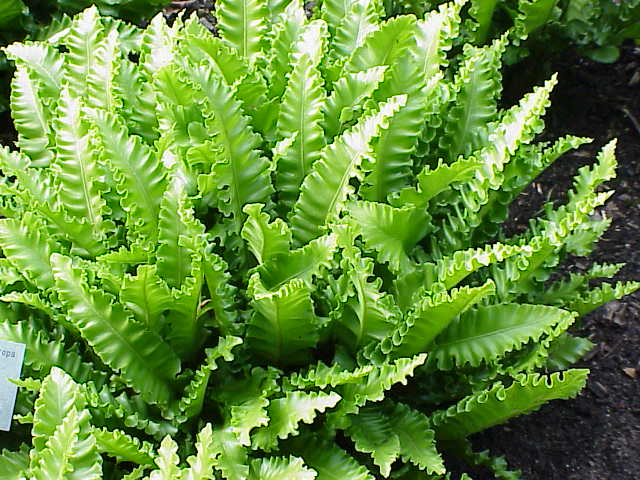
Nemesített változata